# Rio Cachoeira (vattendrag i Brasilien, Bahia)
Rio Cachoeira är ett vattendrag i Brasilien.   Det ligger i delstaten Bahia, i den östra delen av landet, 1 000 km öster om huvudstaden Brasília.